# Detektyw Hunter
Detektyw Hunter (tytuł oryginalny Hunter) – amerykański kryminalny serial telewizyjny emitowany pomiędzy latami 1984–1991 przez stację NBC. Serial liczy 7 sezonów.

## Fabuła
Głównymi postaciami serialu są detektyw sierżant Rick Hunter oraz jego partnerka sierżant Dee Dee McCall, pracujący w departamencie policji w Los Angeles. Uchodzą za skutecznych śledczych, którzy jednak zazwyczaj w swoich poczynaniach, omijają policyjny regulamin oraz sprzeciwiają się swoim przełożonym byle dojść do rozwiązania prowadzonych spraw. W przeważającej liczbie odcinków, zwłaszcza 1 i 2 sezonu, rozpoznani przez Huntera i McCall sprawcy zbrodni, zmuszają detektywów do ostateczności jaką jest zabicie zbrodniarza.

## Charakterystyka głównych bohaterów
- Richard "Rick" Hunter – policjant w stopniu detektyw – sierżant, pracujący w wydziale zabójstw Los Angeles Police Department. Słynie z ciętego języka, upartości oraz łamania policyjnego regulaminu, byle dopiąć swego, czyli rozwiązać powierzone mu śledztwa. Wysoki, charakteryzuje się dużą sprawnością fizyczną. Nie waha się użyć broni, przez co większość ściganych przez niego przestępców bądź zdemaskowanych sprawców zbrodni, zostaje przez niego zastrzelonych w finałowych konfrontacjach. Z odcinków dowiadujemy się faktów z jego życiorysu, między innymi tego, że jest on synem nieżyjącego już gangstera, brał udział w wojnie w Wietnamie jak również, że ma on syna imieniem Ben z romansu z Wietnamką o imieniu Lin Dan (odcinek 7 sezonu 6). Na przełomie wszystkich sezonów doświadcza kilku przelotnych romansów. Na służbie porusza się różnymi samochodami, z reguły będącymi "na wykończeniu", gdyż ma on skłonności do rozbijania służbowych aut podczas pościgów za przestępcami, w związku z czym przełożeni przydzielają mu najbardziej zdezelowane samochody. Natomiast od sezonu 3 do pierwszego odcinka sezonu 7 porusza się on stałym pojazdem, ciemnozielonym Dodge Monaco rocznik 1978, a w sezonie 7 jeździ srebrnym Ford LTD Crown Victoria rocznik 1990[potrzebny przypis].

Przydziałową bronią detektywa w sezonach 1 i 2 jest Pistolet HK P9S z doczepionym kompensatorem. W pojedynczych odcinkach posługuje się również innymi modelami broni, będącymi jego bronią osobistą, pożyczoną lub zastępczą. Posiada on również Pistolet Desert Eagle, będącym prezentem jaki otrzymał od ojca na ukończenie akademii policyjnej. W sezonach 3 i 4 jego bronią służbową jest rewolwer Astra Model 44 Terminator, sezonach 5 i 6 jest to Pistolet Beretta 92F, a w sezonie 7 pistolet Smith & Wesson model 6904.
Od 1 do 6 sezonu służbową partnerką i zarazem przyjaciółką Huntera jest sierżant Dee Dee McCall, natomiast w sezonie 7 miał on 2 partnerki: oficer Joanne Molenski (Darlanne Fluegel), która w 12 odcinku sezonu zostaje zastrzelona oraz sierżant Chris Novak (Lauren Lane), jego dawna miłość. Sporadycznie współpracuje z innymi policjantami, z reguły robi to niechętnie.
- Dee Dee McCall – policjantka w stopniu sierżanta, partnerka Huntera od początku serii. Jest niezwykle atrakcyjna, ubiera się modnie. Często w swojej pracy działa pod przykrywką jako prostytutka, jest również dobrze zorientowana w ich środowisku. Podobnie jak jej policyjny partner, działa często poza regulaminem oraz nie waha się strzelać, lecz rzadziej ktokolwiek ginie z jej ręki[potrzebny przypis].

Od 1 do 4 sezonu jej bronią służbową jest Walther PPK, najczęściej niklowany z białymi okładzinami rękojeści. Przez kilka odcinków sezonu 1 posługuje się pistoletem Beretta Model 90, również niklowanym. Tak samo jak Hunter, zdarza jej się okazyjnie używać innych modeli broni a pojedynczych odcinkach. Od początku sezonu 5 jej bronią jest rewolwer Smith & Wesson model 60. W sezonach od 1 do 2 jeździ czerwono-białym samochodem Dodge Daytona rocznik 1984, w sezonach 3 do 5 jeździ wersją tego samego samochodu Shebly Z rocznik 1987, a w sezonie 6 jej samochodem jest platynowy Dodge Dynasty rocznik 1990.
Dee Dee jest wdową. Jej mąż Steven również był policjantem, zginął zastrzelony podczas policyjnej zasadzki. W jednym z odcinków 3 sezonu dochodzi do prawdy o śmierci męża.
W sezonie 2, podczas prowadzonego śledztwa w sprawie o gwałt i zabójstwo młodej kobiety, sama pada ofiarą gwałciciela, którym okazuje się być attaché Paragwaju, przebywający w ambasadzie w USA, a którego McCall przesłuchiwała. Chciał zaprosić policjantkę na randkę, lecz ta odmówiła, co sprowokowało go. Dyplomata, zasłaniając się immunitetem, ucieka do swojego kraju, lecz Hunter podąża za nim i zabija go. W sezonie 4 ponownie zostaje zaatakowana przez innego seryjnego gwałciciela lecz atak nie kończy się gwałtem.
Na przełomie 5 i 6 sezonu nie jeździ już tak często z Hunterem na akcje, ale wciąż pozostaje jego partnerką. Pod koniec sezonu 6 spotyka dawnego znajomego, doktora Alexa Turnera. Odświeżona znajomość przeradza się w romans. Alex w końcu oświadcza się Dee Dee, lecz ta z początku nie wie jaką podjąć decyzję gdyż nie jest gotowa na porzucenie dotychczasowego życia oraz pracy, gdyż wiązałoby się to również z wyjazdem z USA. W końcu przyjmuje oświadczyny a sezon kończy się sceną ślubu i jednocześnie postać Dee Dee znika z serialu.

## Obsada
- Fred Dryer – detektyw sierżant Richard „Rick” Hunter (1984-91: 152 odcinki)[1]
- Stepfanie Kramer – detektyw sierżant Dee Dee McCall (1984–90: 130 odcinków)
- Darlanne Fluegel – oficer Joanne Molenski (1990–91: 14 odcinków)
- Lauren Lane – sierżant Chris Novak (1991: 11 odcinków)
- Michael Cavanaugh – kapitan Lester D. Cain (1984: tylko odcinek pilotażowy)
- Arthur Rosenberg – kapitan/później komendant Lester D. Cain (1984-87: 6 odcinków)
- John Amos – kapitan Dolan (1984–85: 13 odcinków)
- Bruce Davidson – kapitan Wyler/później zastępca komendanta Wyler (1985–87: 16 odcinków)
- Charles Hallahan – kapitan Charles „Charlie” Devane (1986–91: 110 odcinków)
- John Shearin – porucznik Ambrose Finn (1986–88: 26 odcinków)
- James Whitmore, Jr. – sierżant Bernie Terwilliger (1984–86: 18 odcinków)
- Garrett Morris – informator Arnold „Sporty” James (1986–89: 27 odcinków)
- Courtney Barilla – Allison Novak (1991: 9 odcinków)
- Perry Cook – koroner Barney Udall (1985-90: 29 odcinków)
- Joseph Michael Bucci – oficer Righetti (1989-91: 15 odcinków)
- Richard Beauchamp – Carlos (1985-87: 12 odcinków)
- Rudy Ramos – Reuben Garcia (1987-88: 12 odcinków)
- Ronald William Lawrence – oficer Dorsey (1990-91: 10 odcinków)
- Ines Pedroza – jako ona sama (1986-88: 9 odcinków)
- Don Edmonds – detektyw Ron Rayford (1986-89: 8 odcinków)
- Cis Rundle – kobieta, oficer policji (1989-91: 8 odcinków)
- Marland Proctor – oficer policji (1985-87: 8 odcinków)
- Tony Winters – lekarz sądowy Ossie Dunbar (1990-91: 8 odcinków)
- Danil Torppe – detektyw David Shyer (1986-90: 7 odcinków)
- Don Bexley – Kirby (1986-91: 7 odcinków)
- Garry Corgiat – oficer Garrett (1985-87: 7 odcinków)
- Paul Mantee – komendant Tom Clayton (1989-91: 7 odcinków)
- Budge Threlkeld – umundurowany sierżant policji (1986-87: 7 odcinków)
- Martin E. Brooks – Mike Snow (1986-88: 6 odcinków)
- Gary Crosby – Smitty (1986-88: 6 odcinków)